# Hawthorndale
Hawthorndale est une banlieue d’Invercargill, ville la plus au sud de l’Île du Sud de la Nouvelle-Zélande. 

## Municipalités limitrophes
Elle abrite le cimetière oriental de la ville, ainsi que le Bill Richardson Transport World, musée de l’automobile classique et du camion.

## Démographie
La banlieue est une partie  de la zone statistique de Turnbull Thompson Park, qui couvre 1,49 km2 et a une population de 1 852 habitants en juin 2021 avec une densité de population de 1 242 personnes par km2.
La zone statistique avait une population de 1 764 habitants lors du recensement néo-zélandais de 2018, en augmentation de 33 personnes (1,9 %) depuis le recensement de 2013, et en augmentation de 39 personnes (2,3 %) depuis le celui de 2006. 
Il y a 696 logements. On note la présence de 828 hommes et 933 femmes, donnant un sexe-ratio de 0,89 homme pour une femme. 
L’âge médian est de 35,3 ans (comparé avec les 37,4 ans au niveau  national), avec 336 personnes (19,0 %) âgées de moins de 15 ans, 396 personnes (22,4 %) âgées de 15 à 29 ans, 813 personnes (46,1 %) âgées de 30 à 64 ans, et 216 personnes (12,2 %) âgées de 65 ans ou plus.
L’ethnicité est pour 85,5 % européenne/Pākehā, 17,2 % maorie, 3,4 % issue du Pacifique, 6,3 % d’origine asiatique et 1,7 % d’une autre ethnicité (le total peut faire plus de 100 % dans la mesure où une personne peut s’identifier de multiples ethnicités en fonction de la parenté).
La proportion de personnes nées outre-mer est de 10,4 %, comparée avec les 27,1 % au niveau  national.
Bien que certaines personnes objectent à donner leur religion, 50,9 % n’ont aucune religion, 36,4 % sont chrétiens, 0,9 % sont hindouistes, 0,5 % sont musulmans, 0,2 % sont bouddhistes et 2,9 % ont une autre religion.
Parmi ceux d’au moins 15 ans d’âge, 198 personnes (13,9 %) ont un niveau de licence ou un degré supérieur et 336 personnes (23,5 %) n’ont aucune qualification formelle. 
Le revenu médian est de 34 000 $, comparé avec les 31 800 $ au niveau national. 
204 personnes (14,3 %) gagnent plus de 70 000 $ comparé avec les 17,2 % au niveau national. 
Le statut d’emploi de ceux d’au moins 15 ans d’âge est pour 822 personnes (57,6 %) employées à plein temps, pour 204 personnes (14,3 %), à temps partiel et 45 personnes (3,2 %) sont sans emploi.

## Éducation
- Ascot Community est une école primaire complète pour les enfants de la première à la huitaine année[3] avec un effectif de 304 élèves en juin 2021. L’école fut constituée par la fusion de Surrey Park school et de  Hawthorndale Primary schools avec Lithgow Intermediate[4].
- Lithgow Intermediate avait fusionné avec Cargill High School en 1997[5].